# 孃樣搜查網
孃樣搜査網（日语：お嬢様捜査網）是一套由日本Marcus製作、新房昭之執導、1996年發行全1集的OVA動畫。它是先有動畫，才衍生出電子遊戲、小說。

## 概要

### 世界觀設定
基本的世界觀設定與《卒業》的基本系列及《青澀之戀》相同。人物設定方面，主角綾小路公子等5位偵探社社員的設定是高中1年級，同時遊戲《卒業三部曲》的學生在這裡的設定是她們的學姊。此外，《卒業 ～Graduation～》的角色高城麗子也在這部作品出場。
另外該作品也是卒業系列的其中之一，原因在開發的企劃階段時暫定命名的名稱叫《卒業III》。發行之後詮釋的作品內容與以往的育成模擬遊戲不同，而是以偵探推理為主題。

### 故事
OVA／小說
私立清華女子高等學校1年5班偵探社的成員綾小路公子、綾小路美幸、妮娜·基洛夫、龍崎陽子、周麗華，都是家中超級富家的千金小姐，卻被同樣也是富家千金的高城麗子帶進面對困難事件考驗的校園生活。
遊戲
男主角是單純對專門偷美術用品的盗賊「怪盗美男子」感到憧憬的學生。面對任何一位學生可能會成為模仿犯的危機下，偵探社決定向怪盗美男子展開對決，同時怪盗美男子也在暗地展開偷走美術用品與她們的芳心……。

## 登場人物
偵探社
綾小路公子（聲：新山志保）
綾小路美幸（聲：永島由子）
妮娜·基洛夫（聲：笠原留美）
龍崎陽子（聲：柳瀨夏美）
周麗華（聲：丹下櫻）
警察
大地警部補（聲：青野武）
野村刑事（聲：古谷徹）
其他
卡茲（聲：一條和矢）
莫科夫（聲：三木眞一郎）
馬丁（聲：江川央生）
播報員（聲：米本千珠）

## 製作人員
- 企劃：齋春雄、小野木圭一
- 製作人：釜秀樹、高江勇次、安西武
- 原案：若松會津士（Marcus）
- 原創人物設定：稀崎雅
- 編劇：六月十三
- 分鏡：河原裕二（日语：河原ゆうじ）
- 演出：下田正美
- 動畫人物設定、作畫指導：越智信次
- 原畫：若林厚史、中山勝一、松竹德幸（日语：松竹徳幸）、石濱真史、大橋譽志光 等
- 動畫檢察：越智早苗
- 動畫：秋吉育子、浦田武治、FAI、4℃、GAINAX
- 色彩設定：涉谷圭子
- 美術指導：脇威志
- 攝影指導：鈴木秀男
- 剪輯：尾形編輯室
- 音響指導：本田保則（日语：本田保則）
- 音樂：羽毛田丈史
- 音樂製作人：淺井政明、柴田新
- 宣傳製作人：服部街宇
- 導演：新房昭之
- 協力製作：童夢
- 動畫製作：Marcus
- 企劃協力：HEAD ROOM
- 製作：東寶、IMAGE WORK

## 主題歌
主題歌
主唱：Virgo（新山志保、永島由子、笠原留美、柳濑夏美、丹下櫻）
作詞：室生步，作曲、編曲：羽毛田丈史
片尾曲「Beautiful」
主唱：Virgo
作詞：KAO，作曲、編曲：羽毛田丈史

## 相關周邊
遊戲
《孃樣搜査網》 PC-FX，開發公司：Fill in Cafe 1996年5月31日發行
小說
《孃樣搜査網 孃樣探偵登場!!》 角川Sneaker文庫，著：東義人 ISBN 978-4044179014
CD
《孃樣搜査網 音樂原聲帶》 1996年3月22日發行